# Ulus
Ulus là một huyện thuộc tỉnh Bartın, Thổ Nhĩ Kỳ. Huyện có diện tích 707 km² và dân số thời điểm năm 2007 là 24288 người, mật độ 34 người/km².